# Prisma James
Prisma James, née le 15 octobre 2000, est une actrice camerounaise célèbre pour son rôle dans le film Nganù.

## Biographie

### Enfance, études et débuts
Prisma James, née Wai Prisma Kebei Zun, est une actrice camerounaise évoluant dans l'industrie cinématographique nigériane, Nollywood. Originaire du Cameroun, elle a fait ses premiers pas dans le monde du cinéma pendant ses études universitaires. Alors qu'elle poursuivait son cursus à l'Université de Bamenda (FEMS), elle a auditionné pour le film Nganù, un rôle qui allait marquer un tournant dans sa carrière et l'introduire dans l'industrie du cinéma. Ce film a été un véritable point de départ pour elle dans le domaine de l'art dramatique. En 2023, après avoir terminé ses études et obtenu un diplôme en Management, elle a pris la décision de s'installer au Nigeria pour poursuivre sa carrière à Nollywood. Son passage au Nigeria a renforcé sa position dans l'industrie cinématographique, où elle continue de se faire un nom,,.

### Carrière
Prisma James commence sa carrière d'actrice pendant ses études universitaires. Elle a rapidement attiré l'attention et est apparue dans plusieurs films notables. Parmi ses premières œuvres, on retrouve Chase to the Grave, où elle a partagé l'affiche avec Lizzy Gold Onwuaje. Elle a également joué dans d'autres productions telles que The Restless, Chambers of Secret, Stockbrokers . Ces rôles lui ont permis de se faire une place grandissante dans l'industrie cinématographique,,.

## Filmographie

### Longs métrages
- Nganù (2023) de Kang Quintus[4],[5]
- Dark Angels (2023) de Nellyann Chison[6]
- Our Love Story (2023) de C.J. Ezeugwu[7],[8]
- Ikenga (2023) de Goodnews Erico Isika[9]
- Broken Melody (2023) de Goodnews Erico Isika[10]
- School of Things (2024) de Tony Edozie[11]
- Something More than Gold (2024) de Darlington Kelechi[12]
- Love and the Crown (2024) de Richard Nwosu[13]
- Thinline (2024) de Adeoluwa Owu[14]

### Séries
- The Arrival (2022) de Goodnews Erico Isika[15]
- Chase to the Grave (2023) de Goodnews Erico Isika[16],[17]
- The Restless (2023) par Nellyann Chison [18]
- Chambers of Secret (2023) de Yul Edochie et Peggy Overi[2]